# Dendronephthya armata
Dendronephthya armata är en korallart som beskrevs av Holm 1895. Dendronephthya armata ingår i släktet Dendronephthya och familjen Nephtheidae. Inga underarter finns listade i Catalogue of Life.